# Seattle Stock Exchange
La Seattle Stock Exchange est une Bourse des valeurs  fondée en 1927 qui a gardé un statut de marché régional d'actions et d'obligations, situé à Seattle, dans l'État américain de Washington. Elle a accueilli des titres de l'avionneur Boeing et était placée sous la surveillance de la Commission des opérations de bourse américaine.

## Histoire

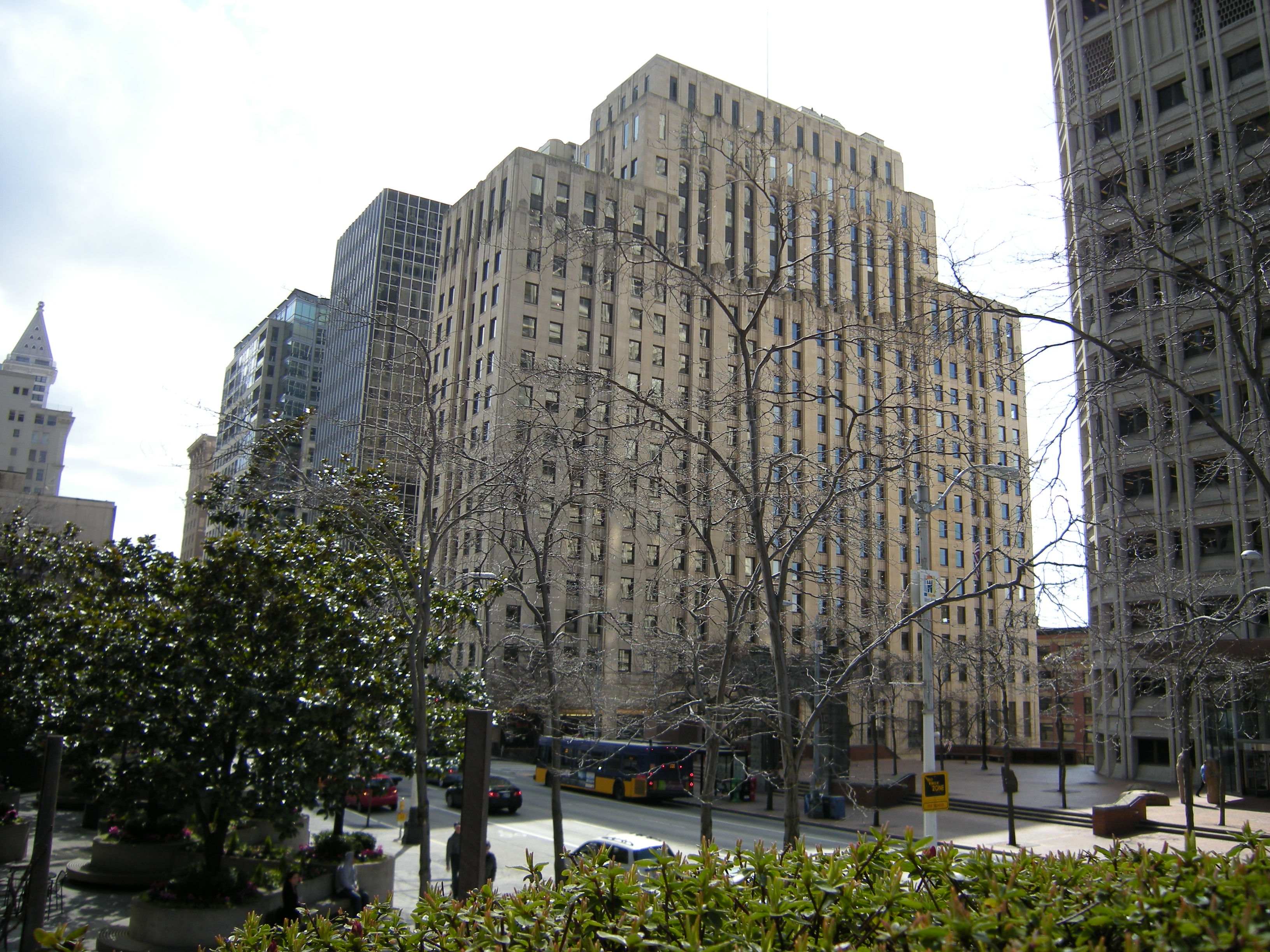
Le bâtiment historique de la Bourse de Seattle.

La Seattle Stock Exchange a commencé à fonctionner en 1927, puis a fusionné avec sa rivale locale, le "Seattle Curb and Mining Exchange", le 1er octobre 1935, six ans après l'épisode du Krach de 1929. La Bourse était installée dans un immeuble du centre-ville, de 23 étages et de style Art Deco, dessiné par l'architecte John Graham & Associates, achevé en 1930 et qui a conservé le nom de la Bourse. Elle a fermé le 1er octobre 1942.
En 1929 et 1930, parmi les actions cotées sur la Seattle Stock Exchange, figurait Carnation, the Dexter Horton National Bank and Seattle National Bank, Fisher Flouring Mill Co., Van de Kamp's Holland Dutch Bakeries, et Puget Sound Power & Light. Parmi les obligations figuraient celles de W.E. Boeing Company, Seattle Times Company, the Northern Life Tower, Puget Sound Navigation Company, et Olympic Hotel.